# Ponzo-illúzió

A Ponzo-illúzió egy optikai csalódás, amely egy olasz pszichológus, Mario Ponzo nevéhez fűződik (1913). Az ábrán két közeledő vonal van, mint egy út lineáris kivetítése egy képen, amin úgy látjuk, hogy az út két széle a távolban összefut. Két egyenlő vízszintes vonal helyezkedik el az összefutó vonalak között – az egyik azok elejéhez és a másik azok végéhez közel –, amelyek nem egyenlő hosszúságúnak látszanak: a távolabbi vonal hosszabbnak tűnik. Ez valószínűleg abból a természetes képességünkből következik, hogy azt feltételezzük, hogy a tárgyak térben vannak.

## Az illúzió elemzése, magyarázatok

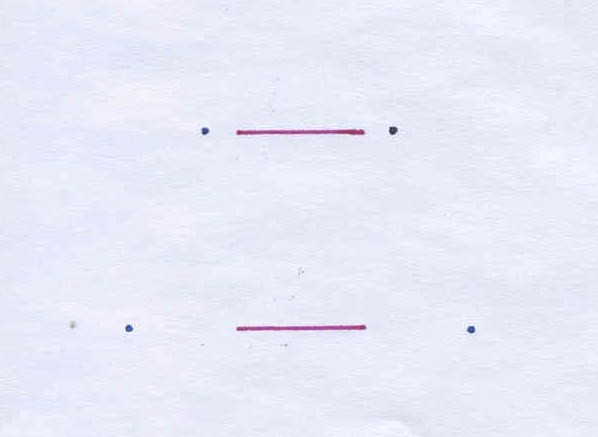
Kereteffektus

A Ponzonál ugyanabban az alapvető helyzetben vagyunk, mint a Müller-Lyer-illúziónál, tehát látszólagos távolságon alapul méretfeltételezésünk. Képzeljük el, hogy az összefutó vonalak egy utcát vagy egy vasúti sínt ábrázolnak, mindkettő rendesen szűkülni látszik, ahogy a távolság nő. Elhelyezünk két gerendát adott távolságra egymástól. Mivel a méretkonstancia elve alapján tudjuk, hogy az út nem igazából lesz kisebb a valóságban, ezért az az elvárásunk, hogy a felső gerendának valójában nagyobbnak kell lennie, mert ez messzebb van, mint az alsó. Ezért ítéljük nagyobbnak a felső vonalat. Ahogy távolodik tőlünk egy tárgy, egyre kisebb lesz a látószög, de az igazi mérete nem csökken. A tárgyak nem mennek össze, amikor távolabb mozognak tőlünk, csak a képük lesz kisebb. Egy rajzon egyértelműen nem a mélység az, ami az illúziót adja, hanem a perspektíva érzékelésünk az, ami alapján megfigyeljük, hogy mekkorának kellene lennie az adott tárgynak (Gillam, 1979). Tulajdonképpen az agyunk jól értelmezné a látottakat, ha ez egy igazi szituáció lenne, de itt csak mi hozzuk létre a problémát.
A kereteffektus is hozzájárul az illúzióhoz. Eszerint egy tárgy tényleges mérete befolyásolható egy körülzáró határ vagy egy keret közelségével. A felső vonal az illusztráción hosszabbnak tűnik, mert a pontok zártabban veszik körül. Az alsó vonal nem tölt ki arányosan annyi helyet a pontok között, tehát rövidebbnek tűnik. A Ponzo-illúziónál ez abban nyilvánul meg, hogy az összefutó vonalak szorosabban keretezik a felső vonalat, mint az alsót.
„Ha bizonyos konkrét mélységjelzések, mint például a konvergencia, méretkonstanciát eredményező közvetlen léptékadást tesznek lehetővé, akkor léptéktorzulással számolhatunk, ha a képet vagy diagramot lapos síkban terítjük ki. Ez a vizuális torzításos illúziók „helytelen konstancialépték”-elméletének az alapja; ezzel magyarázható a Ponzo- és a Müller-Lyer-féle illúzió.”

## Egyéb variációk a Ponzo-illúzióra

### 90°-os elforgatás
Ha a képet 90°-kal elforgatjuk, az illúzió még szembetűnőbb lesz. A vonalak még mindig összefutnak, de egy másik perspektívában, azt feltételezve, hogy még ebben a megváltoztatott helyzetben is, még mindig befolyásolják az illúziót a mélységutasítások. Nem lenézünk az összefutó vonalakra, hanem inkább végignézünk hosszában a vonalakon, mintha a jobb oldalunkon lennének, összefutva az ösvény végén, mint például egy folyosó. Ezzel az elforgatással talán még jobban kihasználjuk a természetes méretkonstancia-ellensúlyozásunkat, mint az eredetinél. A balra lévő függőleges vonal sokkal hosszabbnak tűnik a jobbra lévőnél, pedig még mindig ugyanolyan hosszúak.

### 180°-os elforgatás
Ha fejjel lefelé fordítjuk az eredeti Ponzo-ábrát, az illúzió még mindig fennáll. Attól, hogy a vonalak máshogy futnak össze, a mélységutasítások még megmaradnak; a vonalak ebben az esetben is különböző hosszúságúnak tűnnek.

### Kétvonalas, összefutás nélküli változat
A két szélsőt kivéve eltávolíthatjuk a vonalakat. Ezeket meg is változtatjuk: megrövidítjük őket, így már nem futnak össze a képen. Amikor a mélységutasítások mérséklődnek, az illúzió is gyengül, de még mindig feltételezzük a mélységet annyira, hogy látható legyen az illúzió. Hozzátéve még a keret effektust is, az elég határt jelent a felső vonalnál ahhoz, hogy elősegítse az optikai csalódást.

### Bezárt szög csökkentése
A két szélső vonal által bezárt szöget is csökkenthetjük. Így olyan, mintha majdnem felülről tekintenénk az ábrára. Mivel az összefutás nem olyan gyors, a felső vonal nem tűnik olyan távolinak. Tehát ez gyengíti a Ponzo-illúziót.

### Pókháló
Ha a rajz egy pókháló, amiről tudjuk korábbi tapasztalataink alapján, hogy annak a valóságban sincsen vastagsága, akkor is megjelenhet az illúzió. Azonban mivel a vonalak összefutnak egy középső pontba, a látórendszerünk még mindig ellensúlyozza a mélységutasításokat, és a vonalak különböző hosszúságúnak tűnnek. Tehát még egy olyan tárgy rajzánál is, amiről jól tudjuk, hogy nincs mélysége, fennáll az illúzió. 

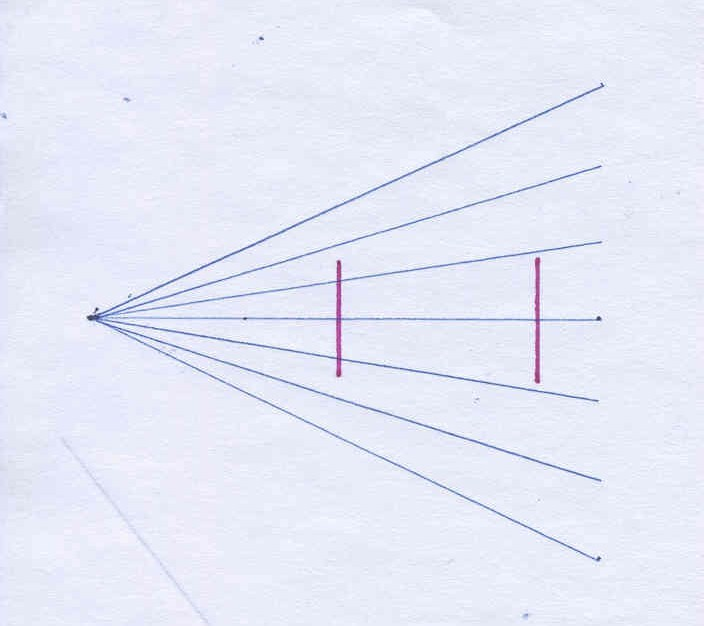
90°-os elforgatás
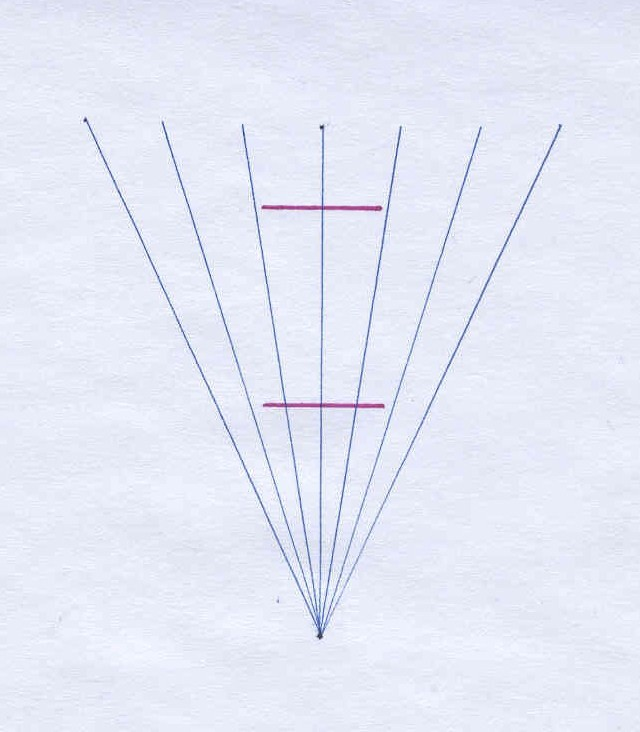
180°-os elforgatás
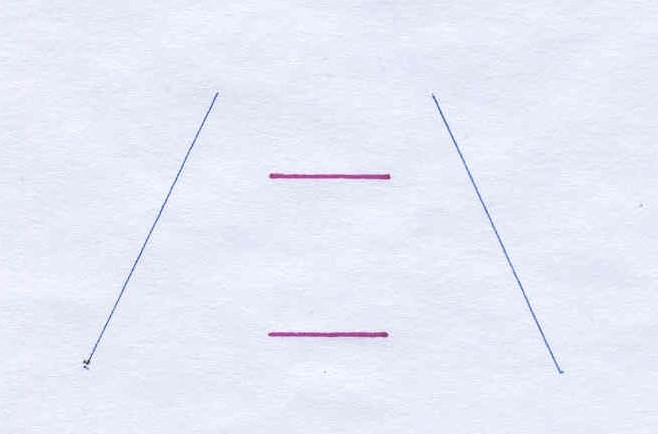
kétvonalas, összefutás nélküli
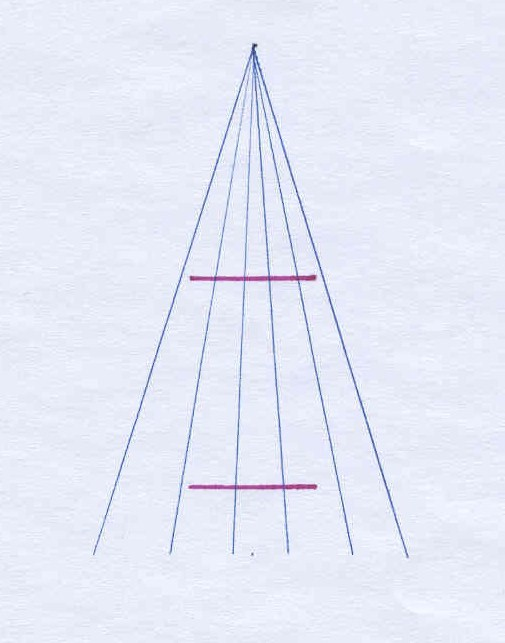
bezárt szög csökkentése
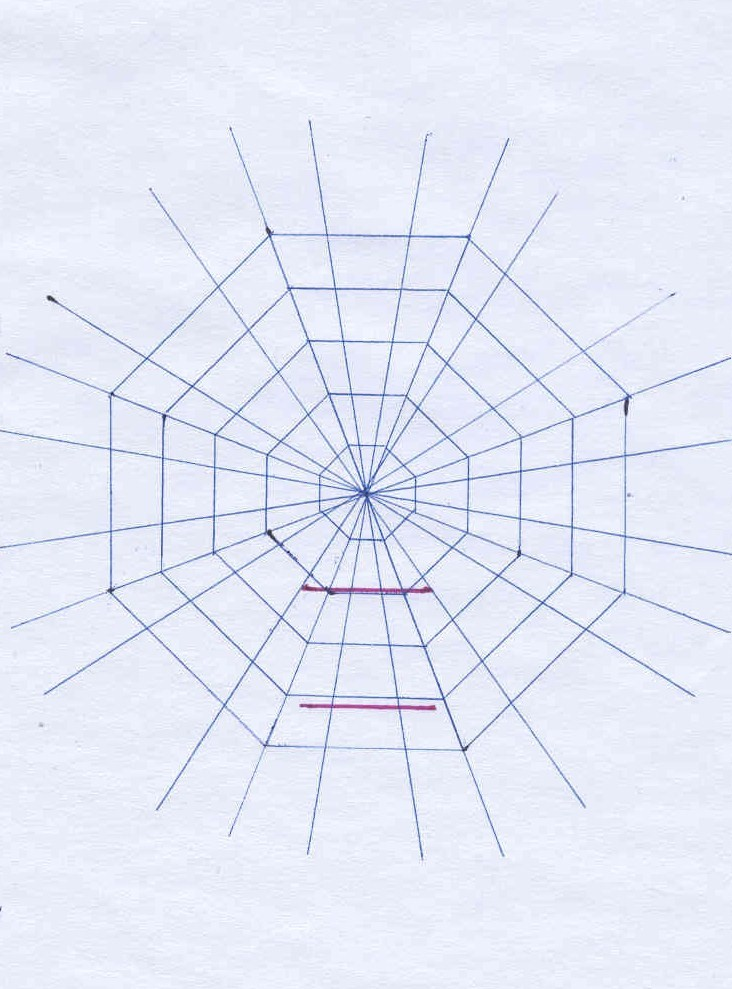
pókháló

## Ponzo-illúzió a valóságban

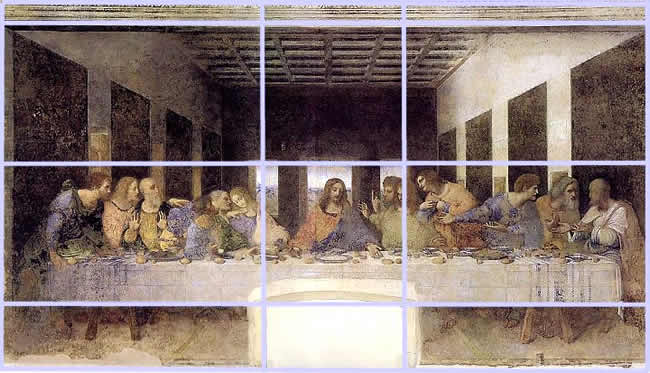
Leonardo da Vinci Utolsó vacsora

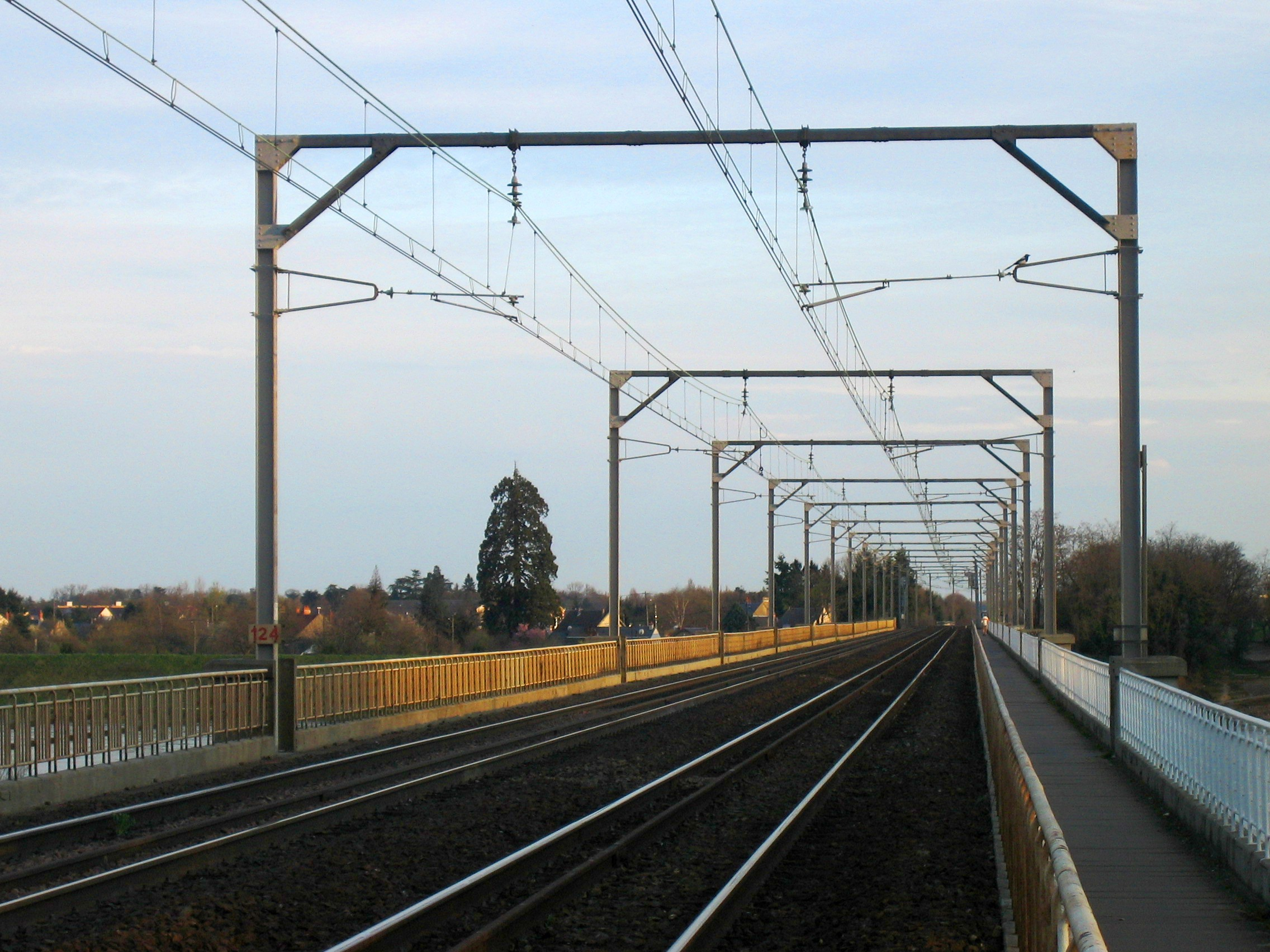
Vasút fényképe egy orléans-i hídon

Egyes kutatások alkalmával azt találták, hogy a világ olyan részein és kultúráiban, amelyek nem modernizáltak és nincsenek rendszeresen kitéve a valóság művészi ábrázolásának (mint például festményeknek) úgy, mint a nyugatias világban, az illúzió nem ugyanazokat a hatásokat váltja ki. Más szóval, a látórendszer a környezetünkhöz alkalmazkodik, ahogy megtanuljuk a mélységutasításokat. Ez magyarázatot adhatna arra, hogy miért tűnik az illúzió erősebbnek egyes embereknél, mint másoknál. Még egy országon vagy egy kultúrán belül is vannak különbségek a mindennapi életben. Ezeknek pedig nagy hatása van az észlelésünkre.

## Külső hivatkozások
- Ponzo Illusion
- In this famous illusion
- Vonalas illúziók
- Észlelés és vizuális illúziók